# زمین‌ریخت‌سنجی
زمین‌ریخت‌سنجی، زمین‌ریخت‌شناسی کَمّی یا ژئومورفومتری (به انگلیسی: Geomorphometry) دانش تحلیل کمّی سطح زمین است که با استفاده از تکنیک‌های ریاضی، آماری و پردازش تصویر به بررسی و کمی‌سازی ویژگی‌های ریخت‌شناختی، آب‌شناختی، بوم‌شناختی و سایر ویژگی‌های سطح زمین می‌پردازد.
اصطلاحات تجزیه و تحلیل زمین‌ریخت‌شناختی، ریخت‌سنجی (مورفومتری) زمین، تجزیه و تحلیل زمین و تجزیه و تحلیل سطح اغلب به‌عنوان مترادف‌ها و برابرهای متداول برای اصطلاح زمین‌ریخت‌سنجی به‌کار می‌روند. به عبارت ساده هدف از زمین‌ریخت‌سنجی استخراج ویژگی‌های سطح زمین (ویژگی‌های مورفومتری، هیدرولوژیکی، اقلیمی و...) و عوارض موجود در آن (حوضه‌های آبریز، شبکه‌های جریانی، زمین‌چهر‌ها و...) با استفاده از مدل‌های دیجیتالی سطح زمین (مدل رقومی ارتفاع) و نرم‌افزارهای پارامترسازی است. پارامترهای سطحی استخراج شده و عوارض موجود در زمین برای اهدافی مانند نقشه‌برداری و مدل‌سازی در علوم زمین، پوشش گیاهی، کاربری زمین، عوارض زمین‌ریخت‌سنجی و زمین‌شناسی و... مورد استفاده قرار می‌گیرند.